# Piltzintecuhtli

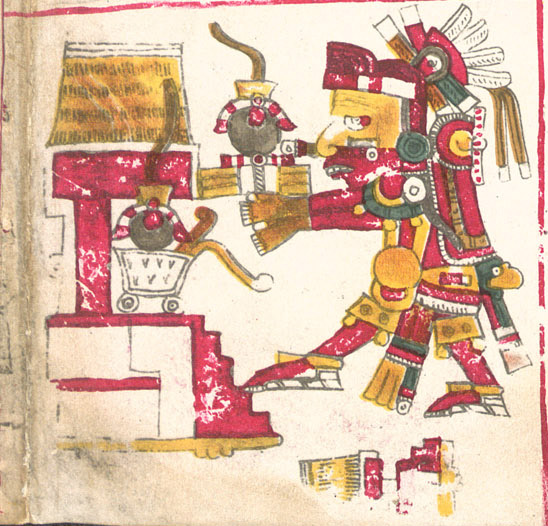
Piltzintecuhtli descrito en el Códice Borgia.

Piltzintecuhtli (del náhuatl: piltzintecuhtli ‘señor niñito’) (pilli, ‘niño’; tzintli, ‘diminutivo’; tecuhtli, ‘señor’) es en la mitología mexica el dios de los temporales, del sol naciente y de las plantas alucinógenas, especialmente de los hongos divinos. Estuvo casado con Xochiquétzal, en el lenguaje pictórico se le representaba con siete círculos y una flor.

## Mitología

### Piltzintecuhtli como dios del Sol
Piltzintecuhtli es uno de los nombres de Tōnatiuh, el Dios del Sol; Piltzintecuhtli, el señor niño, fue particularmente asociado con el sol naciente. Alguien dijo que Piltzintecuhtli y Tōnatiuh eran una sola identidad, mientras alguien más dijo que eran entidades separadas (pero asociadas).

### Piltzintecuhtli, hijo de Oxomoco y Cipactonal
Piltzintecuhtli era hijo de Cipactonal (‘Dia Cipactli’) y Oxomoco (‘Primera Mujer’), los primeros humanos creados por los dioses.
Era un ‘casi-dios’, y sólo luego se convirtió en un Dios verdadero.
Estuvo casado con Xochiquètzal y era padre de Centēōtl; del sacrificio de su hijo nació el maíz.